# Зельцталь
Зельцталь (нем. Selzthal) — коммуна в Австрии, в федеральной земле Штирия.
Входит в состав округа Лицен. Население составляет 1602 человека (на 1 янв. 2017 г.). Занимает площадь 16,75 км². Официальный код — 6 12 43.

## Политическая ситуация
Бургомистр коммуны — Гернот Хейлик (АНП) по результатам выборов 2015 года.
Совет представителей коммуны (нем. Gemeinderat) состоит из 15 мест.
- СДПА занимает 12 мест.
- АНП занимает 3 места.